# Zitti e buoni
Zitti e buoni (срп. Тихи и добри) песма је италијанске рок групе Måneskin. Представљала је Италију на Песми Евровизије 2021. у Ротердаму, у Холандији, где је победила с укупно 524 бода. Објављена је на званичном каналу бенда 3. марта, кад је и постала доступна за дигитално преузимање. Потписују је чланови бенда, а продуцент је Фабрицио Ферагуцо. Песма је победила на Фестивалу у Санрему 2021. године.

## Порекло и снимање
Победа рок песме на фестивалу конвенционалних канцона била је велико изненађење. Песма је иначе првобитно замишљена као балада, наставши још 2016. године, пре него што је бенд уопште био познат широј јавности, како би кроз године била дорађивана све док није попримила рок звук какав нам је познат данас. Текст песме је критика старијих генерација које не разумеју и не прихватају понашање млађих, а бенд поручује да млади буду своји и креирају свет онакав какав они желе да буде јер управо на њима будућност остаје. Из наслова песме произлази порука да не треба ћутати, бити послушан и допустити бити уврштен у одређене шаблоне само како бисте другима били добри, тако додељујући песми статус бунтовничког крика. Музички спот на званичном Јутјуб каналу бенда броји више од 200 милиона прегледа.

## Песма Евровизије
Песма је представљала Италију на такмичењу за Песму Евровизије 2021, након што је победила на музичком фестивалу у Санрему 2021. У складу са правилима које налаже Евровизија, нумера је скраћена на 3:03 секунде, док су из текста избачене поједине непримерене речи. Како је Италија члан „Велике петорке“, песма се аутоматски квалификовала у финале које се одржало 22. маја 2021. у Ротердаму. Наступ започиње иза ЛЕД екрана, који се отвара попут врата како би открио Дамијана и остатак бенда. Камера прати фронтмена бенда док нас доводи до предњег дела сцене. Тада добијамо спектакуларни глам рок концерт. ЛЕД екран приказује пројекције њихових силуета. Како песма одмиче, позорница је преплављена црвеним светлом, а затим плавим, све док не буде испраћена са мноштвом сценске пиротехнике. На крају наступ завршава се драматичним падом певача на позорници.

## Списак нумера
| №  | Назив                   | Трајање |  |
| 1. | Zitti e buoni (Сингл)   | 3:12    |  |
| 2. | Zitti e buoni (Караоке) | 3:12    |  |

## Лествице
| Топ листа (2021) | Најбоља позиција |
| ---------------- | ---------------- |
| САД (Billboard)           | 106.             |
| Италија (FIMI)       | 2.               |
| Литванија (AGATA)     | 22.              |
| Швајцарска (Schweizer Hitparade)    | 57.              |

## Историја издања
| Држава  | Датум         | Формат           | Издавачка кућа |
| ------- | ------------- | ---------------- | -------------- |
| Италија | 3. март 2021. | Дигитално издање |                |